# 27749 Tsukadaken
27749 Tsukadaken este o planetă minoră (asteroid), cu un diametru de 3,449 km, din centura de asteroizi. A fost descoperită pe 23 ianuarie 1991 la Kitami Observatory⁠(d) de Kin Endate. 
Obiectul prezintă o orbită caracterizată de o semiaxă mare de 2,5906233 UAi, o excentricitate de 0,17, o înclinație de 3,57417 ° în raport cu ecliptica.